# Diparopsis perditor
Diparopsis perditor là một loài bướm đêm trong họ Noctuidae.